# Gerhard Conrad (Luftwaffe)
Gerhard Conrad (Luftwaffe) (21 de abril de 1895 - 28 de maio de 1982) foi um oficial alemão que serviu durante a Segunda Guerra Mundial. Foi condecorado com a Cruz de Cavaleiro da Cruz de Ferro.

## Carreira

### Patentes
Oberst

### Condecorações
| Cruz de Ferro 2ª Classe                               |
| Cruz de Ferro 1ª Classe                               |
| Cruz de Cavaleiro da Cruz de Ferro 24 de maio de 1940 |